# Bieżanów (gmina)
Bieżanów – dawna gmina wiejska istniejąca w latach 1934–1941. w woj. krakowskim (dzisiejsze woj. małopolskie). Siedzibą władz gminy był Bieżanów (obecnie część dzielnicy Bieżanów-Prokocim w Krakowie).
Gmina zbiorowa Bieżanów została utworzona 1 sierpnia 1934 roku w powiecie krakowskim w woj. krakowskim z dotychczasowych jednostkowych gmin wiejskich Bieżanów, Bogucice, Czarnochowice, Krzyszkowice, Przewóz, Rżąka i Rybitwy.
1 czerwca 1941, podczas okupacji hitlerowskiej, gmina została zniesiona, wchodząc w skład nowo utworzonej gminy Wieliczka (Bieżanów, Bogucice, Czarnochowice, Krzyszkowice i Przewóz) oraz miasta Krakowa (zachodnia część Bieżanowa oraz gromady Rybitwy i Rżąka)); włączenie gromad do Krakowa administracja polska zatwierdziła dopiero 18 stycznia 1948, z mocą obowiązującą wstecz od 18 stycznia 1945.